# Символическая сборная года Южной Америки по футболу
Символическая сборная Южной Америки по футболу (исп. Equipo Ideal de América) ежегодно, с 1986 года, определяется уругвайской газетой «El País», которая также определяет «Короля футбола Америки» (Rey del Fútbol de América), то есть футболиста года на континенте. Учитываются выступления футболистов, представляющих страны КОНМЕБОЛ, за свои клубы и сборные. В символическую сборную могут также попасть футболисты из других стран, но выступающие в южноамериканских клубных соревнованиях (в основном это относится к Мексике, чьи клубы регулярно участвовали в Кубке Либертадорес). Так, в число лучших футболистов Южной Америки попадали панамец Хулио Дели Вальдес, выступавший в 1991 году за уругвайский «Насьональ», мексиканцы Луис Эрнандес и Гильермо Очоа.
Чаще всего в символическую сборную Южной Америки попадали выдающиеся парагвайские футболисты — Франсиско Арсе (семь попаданий), Хосе Луис Чилаверт и аргентинец Хуан Роман Рикельме (по шесть попаданий).
Среди клубов, чаще всего делегировавших своих игроков в «идеальную команду Америки» (как дословно переводится премия «El País»), значительно выделяются два аргентинских гранда — «Ривер Плейт» и «Бока Хуниорс» — 70 и 54 раза из этих клубов футболисты попадали в символическую сборную. Третье место делят две бразильские команды — «Сан-Паулу» и «Палмейрас», — от них в символическую сборную попадали по 16 игроков.
В 169 случаях в символическую сборную попадали аргентинцы, на втором месте идут бразильцы (93), затем уругвайцы (43) и колумбийцы (41). Пятёрку замыкают парагвайские футболисты, входившие в «идеальную команду» 37 раз.

## Результаты по годам
| Нери Пумпидо (Ривер Плейт) Жозимар (Ботафого) Нельсон Гутьеррес (Ривер Плейт) Оскар Руджери (Ривер Плейт) Хосе Кучуффо (Велес Сарсфилд) Эктор Энрике (Ривер Плейт) Серхио Батиста (Архентинос Хуниорс) Ромерито (Флуминенсе) Антонио Альсаменди (Ривер Плейт) Карека (Сан-Паулу) Роберто Кабаньяс (Америка Кали) |
| Команда года 1986 Тренер: Карлос Билардо ( Аргентина) |

| Эдуардо Перейра (Пеньяроль) Жозимар (Фламенго) Нельсон Гутьеррес (Ривер Плейт) Обдулио Трасанте (Пеньяроль) Альфонсо Домингес (Пеньяроль) Рикардо Джусти (Индепендьенте) Хосе Пердомо (Пеньяроль) Карлос Вальдеррама (Депортиво Кали) Антонио Альсаменди (Ривер Плейт) Рубен Пас (Расинг) Диего Агирре (Пеньяроль) |
| Команда года 1987 Тренер: Карлос Билардо ( Аргентина) |

| Хорхе Сере (Насьональ) Хосе Пинтос Сальданья (Насьональ) Фернандо Астенго (Гремио) Уго де Леон (Насьональ) Альфонсо Домингес (Пеньяроль) Жеовани Силва (Васко да Гама) Серхио Батиста (Ривер Плейт) Рубен Пас (Расинг) Эрнесто Варгас (Насьональ) Арнольдо Игуаран (Мильонариос) Рубен Да Сильва (Ривер Плейт) |
| Команда года 1988 Тренер: Роберто Флеитас ( Насьональ) |

| Рене Игита (Атлетико Насьональ) Мазиньо (Васко да Гама) Хуан Симон (Бока Хуниорс) Уго де Леон (Насьональ) Альфонсо Домингес (Пеньяроль) Сантьяго Остоласа (Насьональ) Серхио Батиста (Ривер Плейт) Алекс Агинага (Некакса) Рикардо Бочини (Индепендьенте) Бебето (Васко да Гама) Карлос Альфаро Морено (Индепендьенте) |
| Команда года 1989 Тренер: Себастьян Лазарони ( Бразилия) |

| Рене Игита (Атлетико Насьональ) Фабиан Басуальдо (Ривер Плейт) Хуан Симон (Бока Хуниорс) Фелипе Ревелес (Насьональ) Карлос Энрике (Ривер Плейт) Сантьяго Остоласа (Крус Асуль) Леонель Альварес (Атлетико Насьональ) Луис Монсон (Олимпия) Рауль Амарилья (Олимпия) Адриано Саманьего (Олимпия) Рубен Да Сильва (Ривер Плейт) |
| Команда года 1990 Тренер: Луис Кубилья ( Олимпия) |

| Патрисио Толедо (Универсидад Католика) Габриэль Мендоса (Коло-Коло) Хосе дель Солар (Универсидад Католика) Оскар Руджери (Ривер Плейт) Ольгер Киньонес (Эмелек) Леонардо Астрада (Ривер Плейт) Хуан Хосе Борельи (Ривер Плейт) Диего Латорре (Бока Хуниорс) Марио Тилико (Сан-Паулу/Крузейро) Хулио Дели Вальдес (Насьональ) Рамон Диас (Ривер Плейт) |
| Команда года 1991 Тренер: Альфио Басиле ( Аргентина) |

| Серхио Гойкочеа (Серро Портеньо/Олимпия) Кафу (Сан-Паулу) Фернандо Гамбоа (Ньюэллс Олд Бойз) Фернандо Касерес (Ривер Плейт) Хулио Сальданья (Ньюэллс Олд Бойз) Боядейро (Крузейро) Жуниор (Фламенго) Роберто Марсико (Бока Хуниорс) Раи (Сан-Паулу) Ренато Гаушо (Ботафого/Крузейро) Бето Акоста (Сан-Лоренсо) |
| Команда года 1992 Тренер: Теле Сантана ( Сан-Паулу) |

| Серхио Гойкочеа (Олимпия) Кафу (Сан-Паулу) Луис Карлос Переа (Индепендьенте Медельин) Фернандо Канапкис (Насьональ) Луис Капурро (Эмелек) Леонель Альварес (Америка Кали) Марко Эчеверри (Коло-Коло) Карлос Вальдеррама (Хуниор) Диего Марадона (Ньюэллс Олд Бойз) Фредди Ринкон (Палмейрас) Мюллер (Сан-Паулу) |
| Команда года 1993 Тренер: Франсиско Матурана ( Колумбия) |

| Хосе Луис Чилаверт (Велес Сарсфилд) Кафу (Сан-Паулу) Роберто Айяла (Ривер Плейт) Рикардо Роша (Васко да Гама) Бранко (Коринтианс) Зиньо (Палмейрас) Альбейро Усуриага (Индепендьенте) Ариэль Ортега (Ривер Плейт) Энцо Франческоли (Ривер Плейт) Себастьян Рамберт (Индепендьенте) Густаво Лопес (Индепендьенте) |
| Команда года 1994 Тренер: Карлос Бьянки ( Велес Сарсфилд) |

| Хосе Луис Чилаверт (Велес Сарсфилд) Кафу (Сан-Паулу) Роберто Тротта (Велес Сарсфилд) Карлос Гамарра (Интернасьонал) Луис Капурро (Эмелек) Леонель Альварес (Америка Кали) Эбер Моас (Америка Кали) Диего Марадона (Бока Хуниорс) Энцо Франческоли (Ривер Плейт) Ромарио (Фламенго) Эдмундо (Фламенго) |
| Команда года 1995 Тренер: Эктор Нуньес ( Уругвай) |

| Хосе Луис Чилаверт (Велес Сарсфилд) Чики Арсе (Гремио) Сельсо Айяла (Ривер Плейт) Карлос Гамарра (Интернасьонал) Хуан Сорин (Ривер Плейт) Роберто Акунья (Индепендьенте) Энцо Франческоли (Ривер Плейт) Карлос Вальдеррама (Хуниор) Пальинья (Крузейро) Марсело Салас (Универсидад де Чили/ Ривер Плейт) Ариэль Ортега (Ривер Плейт) |
| Команда года 1996 Тренер: Эрнан Дарио Гомес ( Колумбия) |

| Хосе Луис Чилаверт (Велес Сарсфилд) Чики Арсе (Гремио) Сельсо Айяла (Ривер Плейт) Хорхе Бермудес (Бока Хуниорс) Нолберто Солано (Бока Хуниорс) Леонардо Астрада (Ривер Плейт) Марсело Гальярдо (Ривер Плейт) Денилсон (Сан-Паулу) Энцо Франческоли (Ривер Плейт) Марсело Салас (Ривер Плейт) Эдмундо (Васко да Гама) |
| Команда года 1997 Тренер: Даниэль Пассарелла ( Аргентина) |

| Хосе Луис Чилаверт (Велес Сарсфилд) Чики Арсе (Палмейрас) Карлос Гамарра (Коринтианс) Хорхе Бермудес (Бока Хуниорс) Фелипе (Васко да Гама) Диего Канья (Бока Хуниорс) Марселиньо Кариока (Коринтианс) Чичо Серна (Бока Хуниорс) Марсело Гальярдо (Ривер Плейт) Мартин Палермо (Бока Хуниорс) Луис Эрнандес (Некакса/УАНЛ Тигрес) |
| Команда года 1998 Тренер: Карлос Бьянки ( Бока Хуниорс) |

| Хосе Луис Чилаверт (Велес Сарсфилд) Чики Арсе (Палмейрас) Иван Кордоба (Сан-Лоренсо) Вальтер Самуэль (Бока Хуниорс) Вампета (Коринтианс) Пабло Аймар (Ривер Плейт) Алекс де Соуза (Палмейрас) Фредди Ринкон (Коринтианс) Хуан Роман Рикельме (Бока Хуниорс) Хавьер Савиола (Ривер Плейт) Роналдиньо (Гремио) |
| Команда года 1999 Тренер: Луис Фелипе Сколари (Палмейрас) |

| Оскар Кордоба (Бока Хуниорс) Чики Арсе (Палмейрас) Карлос Гамарра (Фламенго) Хорхе Бермудес (Бока Хуниорс) Хуан Сорин (Крузейро) Пабло Аймар (Ривер Плейт) Жуниньо Паулиста (Васко да Гама) Чичо Серна (Бока Хуниорс) Хуан Роман Рикельме (Бока Хуниорс) Мартин Палермо (Бока Хуниорс) Ромарио (Васко да Гама) |
| Команда года 2000 Тренер: Карлос Бьянки ( Бока Хуниорс) |

| Оскар Кордоба (Бока Хуниорс) Чики Арсе (Палмейрас) Алехандро Лембо (Насьональ) Марио Йепес (Ривер Плейт) Хуан Сорин (Крузейро) Чичо Серна (Бока Хуниорс) Ариэль Ортега (Ривер Плейт) Жуниньо Паулиста (Васко да Гама) Андрес Д’Алессандро (Ривер Плейт) Хуан Роман Рикельме (Бока Хуниорс) Ромарио (Васко да Гама) |
| Команда года 2001 Тренер: Карлос Бьянки ( Бока Хуниорс) |

| Себастьян Саха (Сан-Лоренсо) Чики Арсе (Палмейрас) Алехандро Лембо (Насьональ) Габриэль Милито (Индепендьенте) Серхио Ортеман (Олимпия) Фредди Грисалес (Атлетико Насьональ) Кака (Сан-Паулу) Андрес Д’Алессандро (Ривер Плейт) Марсело Дельгадо (Бока Хуниорс) Робиньо (Сантос) Хосе Сатурнино Кардосо (Толука) |
| Команда года 2002 Тренер: Луис Фелипе Сколари ( Бразилия) |

| Роберто Аббондансьери (Бока Хуниорс) Элано (Сантос) Роландо Скьяви (Бока Хуниорс) Габриэль Милито (Бока Хуниорс) Себастьян Батталья (Бока Хуниорс) Диего (Сантос) Марсело Соса (Данубио) Алекс де Соуза (Крузейро) Карлос Тевес (Бока Хуниорс) Робиньо (Сантос) Хосе Сатурнино Кардосо (Толука) |
| Команда года 2003 Тренер: Карлос Бьянки ( Бока Хуниорс) |

| Хуан Карлос Энао (Онсе Кальдас) Сисиньо (Сан-Паулу) Диего Лугано (Сан-Паулу) Роландо Скьяви (Бока Хуниорс) Лео (Сантос) Элано (Сантос) Хавьер Маскерано (Ривер Плейт) Лучо Гонсалес (Ривер Плейт) Карлос Тевес (Бока Хуниорс) Робиньо (Сантос) Хосе Сатурнино Кардосо (Толука) |
| Команда года 2004 Тренер: Луис Фернандо Монтойя ( Онсе Кальдас) |

| Рожерио Сени (Сан-Паулу) Сисиньо (Сан-Паулу) Диего Лугано (Сан-Паулу) Карлос Гамарра (Палмейрас) Густаво Нери (Коринтианс) Фернандо Гаго (Бока Хуниорс) Хавьер Маскерано (Ривер Плейт/Коринтианс) Даниэль Билос (Банфилд) Карлос Тевес (Коринтианс) Родриго Паласио (Бока Хуниорс) Серхио Агуэро (Индепендьенте) |
| Команда года 2005 Тренер: Анибаль Руис ( Парагвай) |

| Рожерио Сени (Сан-Паулу) Уго Ибарра (Бока Хуниорс) Фабан (Сан-Паулу) Даниэль Диас (Бока Хуниорс) Фернандо Гаго (Бока Хуниорс) Хуан Себастьян Верон (Эстудиантес) Родриго Паласио (Бока Хуниорс) Матиас Фернандес (Коло-Коло) Гонсало Игуаин (Ривер Плейт) Фернандан (Интернасьонал) Умберто Суасо (Коло-Коло) |
| Команда года 2006 Тренер: Клаудио Борги ( Коло-Коло) |

| Гильермо Очоа (Америка Мехико) Уго Ибарра (Бока Хуниорс) Пауло да Сильва (Толука) Клаудио Морель Родригес (Бока Хуниорс) Фернандо Бельюсчи (Ривер Плейт) Хорхе Вальдивия (Палмейрас) Диего Валери (Ланус) Эвер Банега (Бока Хуниорс) Карлос Вильянуэва (Аудакс Итальяно) Сальвадор Кабаньяс (Америка Мехико) Радамель Фалькао Гарсия (Ривер Плейт) |
| Команда года 2007 Тренер: Херардо Мартино ( Парагвай) |

| Хосе Севальос (ЛДУ Кито) Маркос Анхелери (Эстудиантес) Хулио Сесар Касерес (Бока Хуниорс) Тиаго Силва (Флуминенсе) Клаудио Морель Родригес (Бока Хуниорс) Хуан Себастьян Верон (Эстудиантес) Андрес Д’Алессандро (Интернасьонал) Хуан Роман Рикельме (Бока Хуниорс) Алекс (Интернасьонал) Сальвадор Кабаньяс (Америка Мехико) Нилмар (Интернасьонал) |
| Команда года 2008 Тренер: Эдгардо Бауса ( ЛДУ Кито) |

| Мигель Пинто (Универсидад де Чили) Нейсер Реаско (ЛДУ Кито) Николас Отаменди (Велес Сарсфилд) Леандро Десабато (Эстудиантес) Хуан Себастьян Верон (Эстудиантес) Эдисон Мендес (ЛДУ Кито) Гари Медель (Универсидад Католика/ Бока Хуниорс) Николас Лодейро (Насьональ) Умберто Суасо (Монтеррей) Сальвадор Кабаньяс (Америка Мехико) Клаудио Бьелер (ЛДУ Кито) |
| Команда года 2009 Тренер: Марсело Бьелса ( Чили) |

| Иларио Наварро (Индепендьенте) Нейсер Реаско (ЛДУ Кито) Маурисио Викторино (Универсидад де Чили) Леандро Десабато (Эстудиантес) Эхидио Аревало Риос (Пеньяроль) Жулиано (Интернасьонал) Хуан Себестьян Верон (Эстудиантес) Андрес Д’Алессандро (Интернасьонал) Дарио Конка (Флуминенсе) Сантьяго Сильва (Велес Сарсфилд) Неймар (Сантос) |
| Команда года 2010 Тренер: Оскар Вашингтон Табарес ( Уругвай) |

| Джонни Эррера (Универсидад де Чили) Нейсер Реаско (ЛДУ Кито) Маркос Гонсалес (Универсидад де Чили) Роландо Скьяви (Бока Хуниорс) Клементе Родригес (Бока Хуниорс) Эхидио Аревало Риос (Ботафого/Тихуана) Гансо (Сантос) Хуан Роман Рикельме (Бока Хуниорс) Неймар (Сантос) Эдуардо Варгас (Универсидад де Чили) Эрнан Баркос (ЛДУ Кито) |
| Команда года 2011 Тренер: Оскар Вашингтон Табарес ( Уругвай) |

| Агустин Орион (Бока Хуниорс) Матиас Родригес (Универсидад де Чили) Освальдо Гонсалес (Универсидад де Чили) Акивальдо Москера (Америка) Эухенио Мена (Универсидад де Чили) Пабло Гиньясу (Интернасьонал) Чарлес Арангис (Универсидад де Чили) Вальтер Монтильо (Крузейро) Роналдиньо (Фламенго/ Атлетико Минейро) Неймар (Сантос) Паоло Герреро (Гамбург/ Коринтианс) |
| Команда года 2012 Тренер: Хосе Нестор Пекерман ( Колумбия) |

| Мартин Сильва (Олимпия) Маркос Роша (Атлетико Минейро) Ревер (Атлетико Минейро) Паоло Гольц (Ланус) Максимильяно Родригес (Ливерпуль/ Ньюэллс Олд Бойз) Бернард (Атлетико Минейро) Эвертон Рибейро (Крузейро) Роналдиньо (Атлетико Минейро) Неймар (Сантос/Барселона) Игнасио Скокко (Ньюэллс Олд Бойз/ Интернасьонал) Жо (Атлетико Минейро) |
| Команда года 2013 Тренер: Хосе Нестор Пекерман ( Колумбия) |

| Марсело Бароверо (Ривер Плейт) Даниэль Боканегра (Атлетико Насьональ) Сантьяго Джентилетти (Сан-Лоренсо/Лацио) Леонель Ванджони (Ривер Плейт) Нестор Ортигоса (Сан-Лоренсо) Чарлес Арангис (Интернасьонал) Карлос Санчес (Пуэбла/ Ривер Плейт) Леонардо Пискуличи (Ривер Плейт) Эдвин Кардона (Атлетико Насьональ) Теофило Гутьеррес (Ривер Плейт) Игнасио Пьятти (Сан-Лоренсо/ Монреаль Импакт) |
| Команда года 2014 Тренер: Хосе Нестор Пекерман ( Колумбия) |

| Марсело Бароверо (Ривер Плейт) Габриэль Меркадо (Ривер Плейт) Хонатан Майдана (Ривер Плейт) Рамиро Фунес Мори (Ривер Плейт/ Эвертон) Эхидио Аревало Риос (УАНЛ Тигрес) Матиас Краневиттер (Ривер Плейт) Луис Сейхас (Санта-Фе) Карлос Санчес (Ривер Плейт) Карлос Тевес (Ювентус / Бока Хуниорс) Густаво Боу (Расинг) Миллер Боланьос (Эмелек) |
| Команда года 2015 Тренер: Хорхе Сампаоли ( Чили) |

| Франко Армани (Атлетико Насьональ) Даниэль Боканегра (Атлетико Насьональ) Ерри Мина (Санта-Фе/ Палмейрас) Артуро Мина (Инд. дель Валье/ Ривер Плейт) Фарид Диас (Атлетико Насьональ) Себастьян Перес (Атлетико Насьональ/ Бока Хуниорс) Алехандро Герра (Атлетико Насьональ) Макнелли Торрес (Атлетико Насьональ) Габриэл Жезус (Палмейрас) Мигель Борха (Кортулуа/ Атлетико Насьональ) Карлос Тевес (Бока Хуниорс) |
| Команда года 2016 Тренер: Рейнальдо Руэда ( Атлетико Насьональ) |

| Марсело Гроэ (Гремио) Хосе Луис Гомес (Ланус) Диего Брагьери (Ланус) Педро Жеромел (Гремио) Николас Тальяфико (Индепендьенте) Артур (Гремио) Лаутаро Акоста (Ланус) Эсекьель Барко (Индепендьенте) Луан Виейра (Гремио) Паоло Герреро (Фламенго) Хосе Санд (Ланус) |
| Команда года 2017 Тренер: Тите ( Бразилия) |

| Франко Армани (Ривер Плейт) Хонатан Майдана (Ривер Плейт) Педро Жеромел (Гремио) Вальтер Каннеманн (Гремио) Вильмар Барриос (Бока Хуниорс) Эсекиэль Паласиос (Ривер Плейт) Найтан Нандес (Бока Хуниорс) Гонсало Мартинес (Ривер Плейт) Дуду (Палмейрас) Хуан Кинтеро (Ривер Плейт) Дарио Бенедетто (Бока Хуниорс) |
| Команда года 2018 Тренер: Марсело Гальярдо ( Ривер Плейт) |

| Франко Армани (Ривер Плейт) Рафинья (Фламенго) Родриго Кайо (Фламенго) Хавьер Пинола (Ривер Плейт) Филипе Луис (Фламенго) Энцо Перес (Ривер Плейт) Начо Фернандес (Ривер Плейт) Эвертон (Гремио) Бруно Энрике (Фламенго) Джорджиан Де Арраскаэта (Фламенго) Габриел Барбоза (Фламенго) |
| Команда года 2019 Тренер: Марсело Гальярдо ( Ривер Плейт) |

| \| Вевертон (Палмейрас) Гонсало Монтиэль (Ривер Плейт) Лукас Верисимо (Сантос) Густаво Гомес (Палмейрас) Матиас Винья (Палмейрас) Энцо Перес (Ривер Плейт) Мариньо (Сантос) Начо Фернандес (Ривер Плейт) Йеферсон Сотельдо (Сантос) Рони (Палмейрас) Рафаэль Сантос Борре (Ривер Плейт) \| \| Команда года 2020[12] Тренер: Марсело Гальярдо ( Ривер Плейт) \| | Итоги опроса 2021 года |
| Вевертон (Палмейрас) Гонсало Монтиэль (Ривер Плейт) Лукас Верисимо (Сантос) Густаво Гомес (Палмейрас) Матиас Винья (Палмейрас) Энцо Перес (Ривер Плейт) Мариньо (Сантос) Начо Фернандес (Ривер Плейт) Йеферсон Сотельдо (Сантос) Рони (Палмейрас) Рафаэль Сантос Борре (Ривер Плейт)                                                                           |                        |
| Команда года 2020 Тренер: Марсело Гальярдо ( Ривер Плейт) |                        |

## Статистика

### Игроки с наибольшим количеством номинаций
| Игрок                 | Номинаций | Годы                                     |
| --------------------- | --------- | ---------------------------------------- |
| Франсиско «Чики» Арсе | 7         | 1996, 1997, 1998, 1999, 2000, 2001, 2002 |
| Хуан Роман Рикельме   | 6         | 1999, 2000, 2001, 2007, 2008, 2011       |
| Хосе Луис Чилаверт    | 6         | 1994, 1995, 1996, 1997, 1998, 1999       |
| Хуан Себастьян Верон  | 5         | 2006, 2007, 2008, 2009, 2010             |
| Карлос Гамарра        | 5         | 1995, 1996, 1998, 2000, 2005             |
| Карлос Тевес          | 5         | 2003, 2004, 2005, 2015, 2016             |
| Кафу                  | 4         | 1992, 1993, 1994, 1995                   |
| Карлос Вальдеррама    | 4         | 1987, 1990, 1993, 1996                   |
| Энцо Франческоли      | 4         | 1994, 1995, 1996, 1997                   |
| Андрес Д’Алессандро   | 4         | 2001, 2002, 2008, 2010                   |
| Неймар                | 4         | 2010, 2011, 2012, 2013                   |

### Команды с наибольшим числом номинантов
| Клуб                       | Номинаций | Посл. год |
| -------------------------- | --------- | --------- |
| «Ривер Плейт»              | 70        | 2020      |
| «Бока Хуниорс»             | 54        | 2018      |
| «Сан-Паулу»                | 16        | 2006      |
| «Палмейрас»                | 16        | 2020      |
| «Сантос»                   | 15        | 2020      |
| «Атлетико Насьональ»       | 14        | 2016      |
| «Индепендьенте»            | 12        | 2017      |
| «Фламенго»                 | 12        | 2019      |
| «Интернасьонал»            | 11        | 2014      |
| «Гремио»                   | 11        | 2019      |
| «Васко да Гама»            | 10        | 2001      |
| «Насьональ»                | 10        | 2009      |
| «Велес Сарсфилд»           | 10        | 2010      |
| «Коринтианс»               | 9         | 2012      |
| «Универсидад де Чили»      | 9         | 2012      |
| «Крузейро»                 | 9         | 2013      |
| «Эстудиантес»              | 8         | 2010      |
| «Пеньяроль»                | 8         | 2010      |
| ЛДУ Кито                   | 7         | 2011      |
| «Олимпия»                  | 7         | 2013      |
| «Сан-Лоренсо де Альмагро»  | 7         | 2014      |
| «Атлетико Минейро»         | 6         | 2013      |
| «Америка» (Мехико)         | 5         | 2012      |
| «Ньюэллс Олд Бойз»         | 5         | 2013      |
| «Ланус»                    | 5         | 2017      |
| «Коло-Коло»                | 4         | 2006      |
| «Толука»                   | 4         | 2007      |
| «Эмелек»                   | 4         | 2015      |
| «Америка» Кали             | 3         | 1995      |
| «Некакса»                  | 3         | 1998      |
| «Универсидад Католика»     | 3         | 2009      |
| «Флуминенсе»               | 3         | 2010      |
| «Расинг»                   | 3         | 2015      |
| «Индепендьенте дель Валье» | 3         | 2017      |
| «Атлетико Хуниор»          | 2         | 1996      |
| «Данубио»                  | 2         | 2003      |
| «Спортинг Кристал»         | 2         | 2012      |
| «Индепендьенте Санта-Фе»   | 2         | 2016      |